# Katharina Wien
Katharina Peick (* 7. November 1991 in Lingen (Ems) als Katharina Wien) ist eine deutsche Schauspielerin und Model.
Peick spielte von Ende November 2003 bis Ende 2007 die Hauptrolle der Susann „Sue“ Birnbaum in der Jugendserie Schloss Einstein. 2009 nahm sie an der vierten Staffel der Castingshow Germany’s Next Topmodel teil und schaffte es unter die letzten 24 Kandidaten aus München.

## Leben und Ausbildung
Sie wuchs mit ihrer Mutter, ihrem Vater, der als Oberstleutnant in Bonn arbeitete, und ihren drei Geschwistern in Potsdam auf. Von 2011 bis 2015 absolvierte sie ihr Bachelorstudium der Gesellschafts- und Wirtschaftskommunikation an der Universität der Künste Berlin. Seit Abschluss des Studiums arbeitet sie im Bereich Marketing.
Sie heiratete Patrick Peick und nahm seinen Nachnamen an. Im Mai 2019 kamen die gemeinsamen Zwillinge zur Welt.